# Каукенес
Каукенес (исп. Cauquenes) — город в Чили. Административный центр одноимённой коммуны и провинции Каукенес. Население — 30 771 человек (2002).   Город и коммуна входит в состав провинции Каукенес и области Мауле.
Территория — 2 216 км². Численность населения — 40 441 жителя (2017). Плотность населения — 18,3 чел./км².

## Расположение
Город расположен в 85 км на юго-запад от административного центра области города Талька.
Коммуна граничит:
- на севере — c коммуной Эмпедрадо
- на северо-востоке — c коммуной Сан-Хавьер-де-Лонкомилья
- на востоке — с коммунами Ретиро, Парраль
- на юго-востоке — c коммуной Ньикен
- на юге — c коммунами Сан-Карлос, Нинуэ
- на юго-западе — c коммунами Кобкекура, Кириуэ
- на западе — c коммуной Пельюуэ
- на северо-западе — c коммуной Чанко

## Демография
Согласно сведениям, собранным в ходе переписи 2017 г  Национальным институтом статистики (INE),  население коммуны составляет:
| Полное население                          | Полное население                          | Полное население                          | Полное население                          | Полное население                          | 40 441 |
| ----------------------------------------- | ----------------------------------------- | ----------------------------------------- | ----------------------------------------- | ----------------------------------------- | ------ |
| в том числе:                              | Городское население                       | 33 114                                    | Процент городского населения, %           | 81,88                                     |        |
|                                           | Сельское население                        | 7 327                                     | Процент сельского населения, %            | 18,12                                     |        |
|                                           | Мужское население                         | 19 314                                    | Процент мужского населения, %             | 47,76                                     |        |
|                                           | Женское население                         | 21 127                                    | Процент женского населения, %             | 52,24                                     |        |
| Плотность населения, чел/км²              | Плотность населения, чел/км²              | Плотность населения, чел/км²              | Плотность населения, чел/км²              | Плотность населения, чел/км²              | 18,3   |
| Население коммуны в % к населению области | Население коммуны в % к населению области | Население коммуны в % к населению области | Население коммуны в % к населению области | Население коммуны в % к населению области | 3,87   |